# حسن العمری (یمن)
حسن العمری (انگلیسی: Hassan al-Amri؛ زادهٔ ۱۹۲۰ – درگذشتهٔ ۷ آوریل ۱۹۸۹) یک سیاست‌مدار اهل یمن بود. وی پنج بار بین سال‌های ۱۹۶۴ تا ۱۹۷۱ نخست‌وزیر جمهوری عربی یمن بود.